# Antoni (Michalew)
Antoni, imię świeckie Żiwko Michalew (ur. 17 stycznia 1978 w Starej Zagorze) – bułgarski biskup prawosławny.

## Życiorys
Jego rodzina pochodzi z części Macedonii należącej obecnie do Grecji (z okolic Komotini). Ukończył seminarium duchowne świętych Cyryla i Metodego w Płowdiwie, a następnie studia teologiczne na Uniwersytecie Sofijskim. Jeszcze podczas nauki, wiosną 2002 wstąpił jako posłusznik do monasteru Świętych Cyryla i Metodego w Klisurze, gdzie jego duchowym opiekunem był archimandryta Sioniusz (Radew). W tym samym roku metropolita widyński Domecjan wyświęcił go na diakona. 17 stycznia 2003 przyjął święcenia kapłańskie.
Po ukończeniu studiów został wykładowcą seminarium duchownego w Płowdiwie. W 2006 otrzymał godność archimandryty. Od maja 2007 do marca 2008 był protosynglem metropolii płowdiwskiej. 23 marca 2008 w soborze św. Mariny w Płowdiwie został wyświęcony na biskupa konstantyńskiego, wikariusza metropolii płowdiwskiej. W czerwcu 2010, zachowując dotychczasowy tytuł, został biskupem pomocniczym metropolii zachodnio- i środkowoeuropejskiej.
W czerwcu 2013, gdy ordynariusz tejże metropolii metropolita Symeon odszedł w stan spoczynku, Antoni został jednogłośnie wybrany przez Święty Synod Bułgarskiego Kościoła Prawosławnego na jego następcę.